# Marcel Buysse
Marcel Buysse (Wontergem, 11 novembre 1889 – Gand, 3 ottobre 1939) è stato un ciclista su strada e pistard belga.
Professionista dal 1909 al 1926, vinse sei tappe al Tour de France 1913 e il Giro delle Fiandre.

## Carriera
Detto il "Grande" corse per La Française, la Peugeot, la Alcyon, la Colonial e la Méteore.
Si distinse sia su strada sia su pista, vincendo sei tappe al Tour de France 1913 ed il Giro delle Fiandre nel 1914 e due Sei giorni. Trova alcuni piazzamenti al Giro del Belgio del 1912, riesce a vincere la terza tappa l'anno dopo concludendo la corsa in terza posizione, mentre nel 1914 vince la prima frazione il 28 aprile concludendo al sesto posto. Salì sul podio al Giro d'Italia nel 1919 (primo straniero della storia) ed al Tour de France del 1913. Inoltre nei Giri del 1919, del 1920 e del 1921 colse diversi piazzamenti giungendo al sesto posto nel 1920.
Era il più anziano della famiglia Buysse: oltre al famoso Lucien erano corridori altri due fratelli, Cyriel e Jules; tre figli, Albert, Robert e Norbert e un nipote, Marcel.

## Palmarès

### Strada
- 1912

Rund um Sachsen
Rund um Kassel
- 1913

3ª tappa Giro del Belgio (Lussemburgo >Erquelinnes)
4ª tappa Tour de France (Brest > La Rochelle)
7ª tappa Tour de France (Luchon > Perpignan)
11ª tappa Tour de France (Grenoble > Ginevra)
12ª tappa Tour de France (Ginevra > Belfort)
14ª tappa Tour de France (Longwy > Dunkerque)
15ª tappa Tour de France (Dunkerque > Parigi)
- 1914

Giro delle Fiandre
1ª tappa Giro del Belgio (Bruxelles > Anversa)
- 1921

Arlon-Ostenda
Parigi-Dinant

### Pista
- 1920

Sei giorni di Bruxelles (con Alfons Spiessens)
- 1922

Sei giorni di Gand (con Oscar Egg)
- 1924

Sei giorni di New York #1 (con Maurice Brocco)

## Piazzamenti

### Grandi Giri
- Giro d'Italia

1919: 3º
1920: 6º
- Tour de France

1912: 4º
1913: 3º
1914: ritirato (9ª tappa)
1919: ritirato (2ª tappa)

### Classiche monumento
- Giro delle Fiandre

1914: vincitore